# 周易同
周易同（1421年—？），字宗羲，湖廣荊州府石首縣人，明朝政治人物。

## 生平
景泰七年（1456年）丙子科湖廣鄉試第六十五名舉人，天順元年（1457年）中式丁丑科會試第一百三十六名，二甲第七名進士。任大理府知府。

## 家族
曾祖周瓊，教授；祖父周天球；父周成春。